# Pucung Lor (Ngantru)
Pucung Lor is een bestuurslaag in het regentschap Tulungagung van de provincie Oost-Java, Indonesië. Pucung Lor telt 3650 inwoners (volkstelling 2010).